# Petro Hulak-Artemowskyj

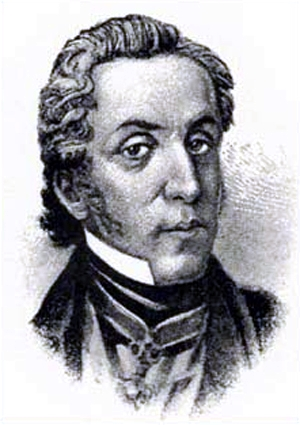
Petro Hulak-Artemowskyj

Petro Petrowytsch Hulak-Artemowskyj (ukrainisch Петро Петрович Гулак-Артемовський; * 16. Januarjul. / 27. Januar 1790greg. in Horodyschtsche, Gouvernement Kiew, Russisches Kaiserreich; † 1. Oktoberjul. / 13. Oktober 1865greg. in Charkow, Gouvernement Charkow, Russisches Kaiserreich) war ein ukrainischer Schriftsteller und Übersetzer.

## Leben und Wirken
Hulak-Artemowskyj studierte am theologischen Seminar in Kiew und der Universität Charkow. 1818 wurde er hier Dozent für polnische Sprache, 1825 Professor für russische Geschichte und Geographie. Von 1841 bis 1849 war er Rektor der Universität.
Seit 1817 veröffentlichte Hulak-Artemowskyj Fabeln, Gedichte, romantische Balladen und Parodien auf die Oden des Horaz. Berühmt wurde Herr und Hund, eine Satire auf die russische Leibeigenschaft. Ausgaben seiner gesammelten Werke erschienen 1927 und 1958. Hulak-Artemowskyj war der Onkel des Komponisten Semen Hulak-Artemowskyj.

## Werke (Auswahl)
- Vater und Sohn // Батько та син (1827)
- Zwei Vögel in einem Käfig // Дві пташки в клітці (1827)
- Der Herr und der Hund // Пан та собака (1818)
- Wahre Gutherzigkeit // Справжня добрість (1817)
- Der Neugierige und der Schweigsame // Цікавий і мовчун (1820)
- Der Fischer // Рибалка (1827)